# Karin Falkmer
Karin Falkmer (ur. 16 sierpnia 1936 w Malmö) – szwedzka polityk i nauczycielka, deputowana do Riksdagu, posłanka do Parlamentu Europejskiego IV kadencji.

## Życiorys
Z zawodu nauczycielka wychowania fizycznego. W latach 60. dołączyła do Umiarkowanej Partii Koalicyjnej. Pełniła funkcję radnej w lokalnym samorządzie. W latach 1987–1995 i 1995–2002 sprawowała mandat poselski. Pomiędzy tymi okresami w 1995 była eurodeputowaną IV kadencji w ramach delegacji krajowej.